# 孙立军 (1967年)
孙立军（1967年5月—），男，辽宁人，中共党员。教授。现任哈尔滨师范大学党委书记。

## 生平
1986年9月至1990年7月，获哈尔滨电工学院电气工程系电气技术专业学士学位；
1990年7月至1995年10月，在哈尔滨电工学院工作；
1995年10月至2009年10月，在哈尔滨理工大学工作，历任团委书记、学生处处长等职；
1996年9月至1999年3月，获哈尔滨理工大学电气工程学院电机、电器及其控制专业硕士学位；
2009年10月-2015年11月，在东北农业大学工作，后任马克思主义学院院长；
2015年11月起，在哈尔滨师范大学工作，9月任校长。